# Berner Prozess

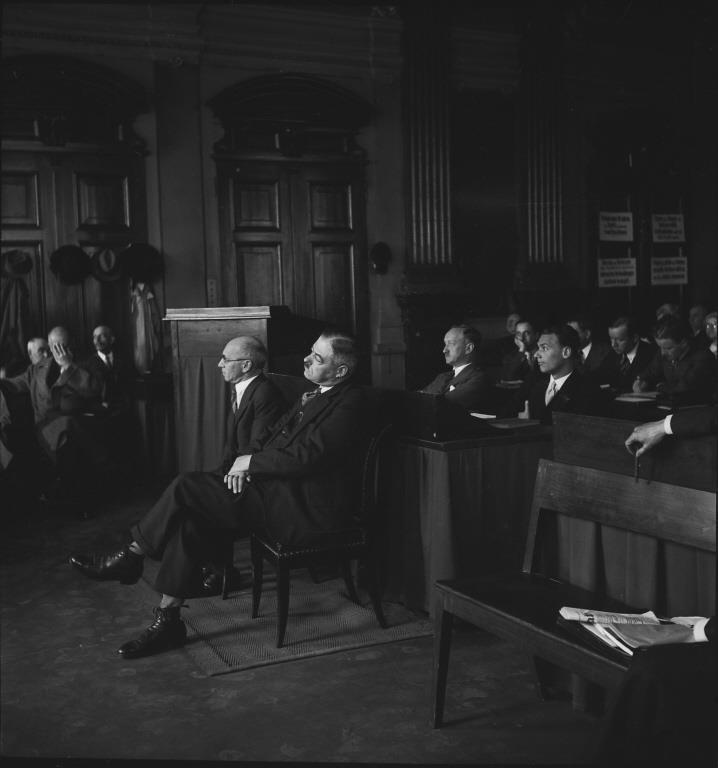
Berner Prozess Die beiden Kläger mit ihren Berner Anwälten: auf der Bank links Marcel Bloch; rechts davon Emil Bernheim. Anwälte der Klägerschaft: hinter den Klägern links Hans Matti; rechts davon Georges Brunschvig

Der sogenannte Berner Prozess war ein international beachteter Strafprozess, der 1933 bis 1935 aufgrund einer Strafanzeige des Schweizerischen Israelitischen Gemeindebunds (SIG) und der Israelitischen Kultusgemeinde Bern wegen Verstosses gegen das bernische Gesetz über das Lichtspielwesen und Massnahmen gegen die Schundliteratur von 1916 geführt wurde. Im Mittelpunkt des Prozesses standen Zeugenbefragungen und Expertisen zur aktuellen Verwendung der antisemitischen «Protokolle der Weisen von Zion» in der Schweiz.
Das Urteil kam zu dem Ergebnis, dass es sich bei dieser Schrift um ein übles Machwerk, ein Plagiat und eine Fälschung handelt.

## Frontistische Veranstaltung im Berner Casino
Am 13. Juni 1933 fand im Casino Bern eine von der Nationalen Front und der Heimatwehr organisierte Veranstaltung mit dem ehemaligen Generalstabschef und Frontisten Emil Sonderegger als Hauptredner statt. Weitere Redner an dieser Veranstaltung waren der Schweizer Offizier Arthur Fonjallaz und Heinrich Wechlin, damals Chefredaktor der Zeitung Berner Tagblatt. Oberstdivisionär Emil Sonderegger wurde als Hauptredner vorgestellt von Major Ernst Leonhardt, Basel, Gauführer der Nationalen Front. An dieser Veranstaltung bot die Nationale Front die (aus Deutschland importierte) Broschüre Die zionistischen Protokolle, eine Ausgabe der «Protokolle der Weisen von Zion» mit einem Vor- und Nachwort des deutschen antisemitischen Herausgebers Theodor Fritsch, zum Verkauf an. Zudem verteilte der nicht zu den Veranstaltern gehörende Bund Nationalsozialistischer Eidgenossen (BNSE) ein Pamphlet Aufruf an alle heimattreuen und blutsbewussten Eidgenossen! mit wüsten Beschimpfungen gegenüber Juden sowie das Kampfblatt des BNSE (Der Eidgenosse).
Mit der Begründung, damit sei gegen das Verbot, Schundliteratur in Verkehr zu bringen, verstossen worden, erstattete Georges Brunschvig im Namen des Schweizerischen Israelitischen Gemeindebunds und der Israelitischen Kultusgemeinde Bern am 26. Juni 1933 Strafanzeige gegen die Gauleitung des BNSE sowie gegen Unbekannt.

## Theodor Fritschs «Zionistische Protokolle»
Die frontistische Propaganda erklärte die «Protokolle der Weisen von Zion» für echt: Diese seien ein von Juden verfasstes geheimes Programm mit dem Ziel, mit allen Mitteln die politische Weltherrschaft zu erlangen (z. B. durch die Unterstützung korrupter Politiker, durch die Benutzung von Untergrundbahnen zum Bombenlegen, durch verschiedene wirtschaftliche Massnahmen etc.). Fritsch behauptete in seiner inkriminierten Ausgabe des Buches, dass die «Protokolle der Weisen von Zion» am ersten Zionistenkongress 1897 in Basel von Juden verfasst worden seien. Im Vorwort bringt er als vermeintlichen Beweis dafür ein irreführend kommentiertes Zitat des Rabbiners Marcus Ehrenpreis, der 1897 selbst am Basler Kongress teilgenommen hatte.

## Beginn der Hauptverhandlung am 16. November 1933
Nach Vorermittlungen wurde schliesslich gegen fünf Personen die Hauptverhandlung eröffnet: den Zürcher Architekten Theodor Fischer, Bundesleiter des BNSE, als Verantwortlichen des inkriminierten Pamphlets und als Herausgeber des BNSE-Kampfblattes Der Eidgenosse, in welchem der verleumderische antisemitische Artikel Schweizermädchen hüte Dich vor den schändenden Juden! von Alberto Meyer, Zürich, erschienen war; daneben als Vertreter der Berner Gauleitung des BNSE gegen den Kaufmann Georg Haller, zum Zeitpunkt der Veranstaltung Gauleiter, sowie den Rechtsanwalt Johann Konrad Meyer. Wegen des Vertriebs von Schriften der Nationalen Front an diesem Abend, darunter Die zionistischen Protokolle, standen Silvio Schnell, Mitglied der Nationalen Front, Ortsgruppe Bern, und der im Polizeirapport als «Führer dieser Gruppe» bezeichnete Walter Ebersold vor Gericht. Richter war Walter Meyer. In ihren Aussagen übernahmen Theodor Fischer für das Pamphlet und Silvio Schnell für den Vertrieb von Schriften der Nationalen Front die Verantwortung, während die übrigen Beschuldigten jegliche persönliche Verantwortung ablehnten. Schliesslich wurde die Verhandlung mit dem Beschluss, über die Echtheit oder Unechtheit der «Protokolle der Weisen von Zion» Expertise einzuholen, auf unbestimmte Zeit vertagt.

## Zweite Hauptverhandlungsphase im Oktober 1934

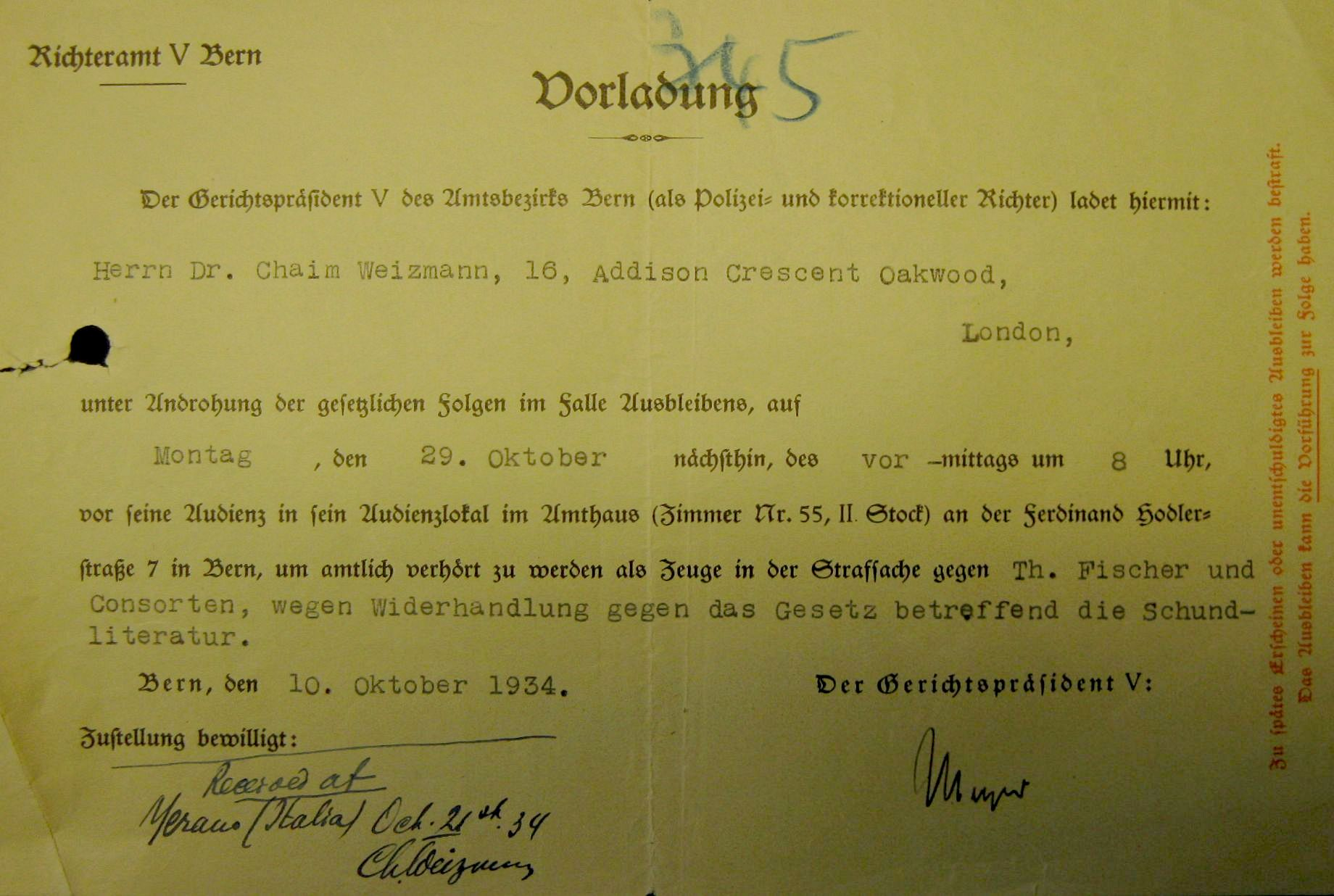
Vorladung von Dr. Chaim Weizmann als Zeuge beim Berner Prozess 1934 (Staatsarchiv des Kt. Bern)

Der Prozess konzentrierte sich von nun an auf die Frage, ob die «Protokolle der Weisen von Zion» echt oder vielmehr ein Plagiat und eine Fälschung seien. Für die Fortsetzung der Hauptverhandlung vom 29. bis 31. Oktober 1934 waren Zeugen vorgeladen worden: einmal Teilnehmer des Ersten Zionistischen Kongresses 1897 in Basel, unter ihnen Oberrabbiner Marcus Ehrenpreis aus Stockholm; sodann verschiedene im Exil (meist in Paris) lebende Russen, welche Auskunft geben konnten über eine allfällige Abfassung der «Protokolle der Weisen von Zion» im Auftrag der zaristischen politischen Polizei Ochrana, mit dem Zweck, liberale Politiker zu isolieren und antisemitische Gefühle zur Zeit der berüchtigten russischen Pogrome zu schüren. Zudem war auch die behauptete Komplizenschaft zwischen Juden und Freimaurern ein Thema, und Berner Freimaurer wurden als Zeugen dazu angehört. Ebenso wurde die Frage des Ausmasses der jüdischen Beteiligung an der bolschewistischen Sowjetregierung verhandelt. Die Kläger hatten die meisten dieser Zeugen aufgeboten und das Erscheinen dieser oft aus dem Ausland angereisten Augenzeugen mit erheblichem finanziellem Einsatz ermöglicht. Unter den Zeugen befand sich auch Chaim Weizmann, der spätere erste Präsident des Staates Israel. Der einzige von den Beklagten benannte Zeuge war Alfred Zander, Zürich, der in der Zeitung der Nationalen Front Der eiserne Besen einige Artikel über die «Protokolle der Weisen von Zion» verfasst hatte. Im Anschluss an die Zeugenaussagen erstattete der Beklagte Fischer gegen verschiedene von der Klägerschaft aufgebotene Zeugen Anzeige wegen angeblich falscher Zeugenaussage.

### Liste von Zeugen
- Chaim Weizmann, London[12]

#### Zeugen zum zaristischen Russland
- Alexandre du Chayla (1885–1947);[13] er besuchte Sergei Nilus
- Sergius Swatikow (1880–1942)
- Wladimir Lwowitsch Burzew (1862–1942)
- Boris Iwanowitsch Nikolajewski (1887–1966)
- Henry Sliosberg (1863–1937),[14] ein jüdischer Anwalt
- Pawel Miljukow (1859–1943),[15] liberaler Politiker und Aussenminister der Provisorischen Regierung

#### Teilnehmer am Ersten Zionistischen Kongress
- Mayer Ebner, Czernowitz/damals in Rumänien (1872–1955)[16]
- Marcus Ehrenpreis, Stockholm (Oberrabbiner)
- David Farbstein, Zürich (1868–1953), Schweizer Nationalrat
- Max I. Bodenheimer, Amsterdam (1865–1940)
- Franz Sieber (Stenograph)
- Hermann Dietrich (Stenograph)
- Otto Zoller (1897 Redaktor der Basler Nachrichten)

#### Zeugen zur Freimaurerei
- Theodor Tobler, Bern (Schokoladefabrikant, Freimaurer)[17]
- Eduard Welti, Bern (Freimaurer)

#### Zeuge der Beklagten
- Alfred Zander (1905–1997)[18]

#### Nicht erschienene Zeugen
- Philip Graves, London (hinterlegte eine schriftliche Zeugenaussage beim Gericht)
- Armand Kaminka, Wien/Jerusalem (vorgeladen, aber verhindert)
- Alberto Meyer, Zürich (Verfasser des inkriminierten antisemitischen Artikels Schweizermädchen … in Der Eidgenosse)

## Dritte Hauptverhandlungsphase 1935

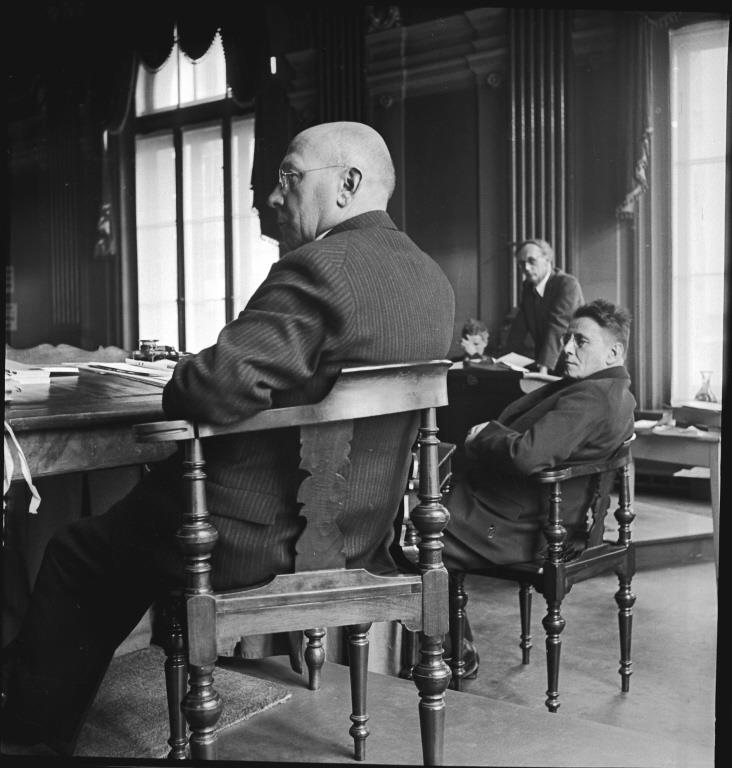
Von links: Richter Walter Meyer, Carl Albert Loosli und der Sachverständige der jüdischen Kläger, Arthur Baumgarten (stehend).

In der Fortsetzung der Hauptverhandlung in der Zeit vom 29. April bis 13. Mai 1935 traten drei Experten auf: Carl Albert Loosli, Bern-Bümpliz, als vom Richter Walter Meyer benannter Experte, Arthur Baumgarten, Basel, als von den Klägern benannter Experte und Oberstleutnant a. D. Ulrich Fleischhauer, Erfurt, als von den Beklagten benannter (antisemitischer) Experte aus Deutschland. Die benannten Experten hatten folgende Fragen des Richters Walter Meyer zu beantworten:
1. Sind die Protokolle der Weisen von Zion (wie sie oben näher bezeichnet sind) eine Fälschung?
2. Sind sie ein Plagiat?
3. Wenn ja, welches sind ihre Quellen? Welches ihre Herkunft und Urheberschaft?
4. In welcher Beziehung stehen sie zum zionistischen Kongress 1897 in Basel?
5. Fallen die Protokolle in literarischer Hinsicht unter den Begriff der Schundliteratur?

Zusätzliche Fragen zuhanden der Experten wurden von der Klägerschaft formuliert.
Während dieser Hauptverhandlung 1935 wurden keine weiteren Zeugen mehr vorgeladen.
Während die Experten Carl Albert Loosli und Arthur Baumgarten die «Protokolle der Weisen von Zion» als Plagiat und als von Helfern der russischen politischen Polizei Ochrana fabrizierte Fälschung sowie als Schundliteratur bezeichneten, meinte der deutsche Experte Ulrich Fleischhauer, die «Protokolle der Weisen von Zion» seien vom jüdischen Autor Achad Ha'am verfasst und an einem (parallel zum Ersten Zionistischen Kongress in Basel) 1897 abgehaltenen geheimen Treffen der B’nai B’rith von jüdischen Freimaurern verabschiedet worden.

## Urteil vom 14. Mai 1935 und Revision des Urteils 1937
Schliesslich wurden die Beklagten Theodor Fischer und Silvio Schnell von Richter Walter Meyer verurteilt, während die drei weiteren Beklagten freigesprochen wurden. Die ausgesprochenen Strafen waren allerdings eher symbolischer Art: Theodor Fischer, schuldig gesprochen des Verstosses gegen Artikel 14 des Gesetzes über das Lichtspielwesen und Massnahmen gegen die Schundliteratur durch Verteilenlassen des Aufrufs an alle heimattreuen und blutsbewussten Eidgenossen, durch Anpreisen der Broschüre Die zionistischen Protokolle in mehreren Nummern der Zeitung Der Eidgenosse und durch Veröffentlichung des Artikels Schweizermädchen hüte Dich vor den schändenden Juden!, wurde zur Busszahlung von 50 Franken und Silvio Schnell, schuldig gesprochen der Widerhandlung gegen Artikel 14 des Gesetzes durch Vertrieb der Broschüre Die zionistischen Protokolle, wurde zur Busszahlung von 20 Franken verurteilt. Die Verurteilten hatten jedoch einen erheblichen Teil der Staatskosten des Prozesses sowie einen Teil der Kosten der Klägerpartei zu übernehmen. In seiner mündlichen Begründung des Urteils führte Walter Meyer aus, er sei aufgrund seiner Beurteilung der Zeugenaussagen und der Expertisen zum Schluss gelangt, die «Protokolle der Weisen von Zion» seien ein Plagiat sowie «Schundliteratur» im Sinne des bernischen Gesetzes, die eine Minderheit verleumde und allenfalls zu Verbrechen aufreizen könne.
Theodor Fischer selbst sowie der Anwalt von Silvio Schnell (Hans Ruef, Bern) erklärten sogleich, sie würden Berufung einlegen und ans Berner Obergericht (als zweite Instanz) appellieren. Das Berner Obergericht sprach am 1. November 1937 in der Revisionsverhandlung unter Oberrichter Otto Peter die beiden in erster Instanz verurteilten Angeklagten Theodor Fischer und Silvio Schnell aus formaljuristischen Gründen frei, weil der Begriff der «Schundliteratur» des Berner Gesetzes nicht auf «politische Publikationen» anwendbar sei, sondern nach dem Willen des Gesetzgebers nur auf «unmoralische und sittengefährdende (obszöne) Schriften». Jedoch lehnte das Gericht die Übernahme der Parteikosten der in Revision freigesprochenen Beklagten durch die Kläger ab mit der Begründung: «Wer aber solche Hetzartikel gemeinster Sorte in Verkehr setzt, muss die ihm daraus entstehenden Kosten selbst tragen.»

## Auftreten nationalsozialistischer Mittelsmänner
Die Verteidigungskosten der Beklagten des Prozesses wurden teilweise von nationalsozialistischen Agenten aufgebracht, die im Auftrag der deutschen Regierung handelten. Ulrich Fleischhauer, der von den Beklagten ernannte Experte, war selbst mit seinem Welt-Dienst international als antisemitischer Organisator tätig und übernahm dabei auch nachrichtendienstliche Aufgaben zugunsten des nationalsozialistischen Deutschland im Ausland. Zu reden gab auch eine Intervention Ulrich Fleischhauers 1935, als dieser persönlich beim damaligen Bundespräsidenten Rudolf Minger vorsprach, um sich über die despektierlichen Äusserungen des Experten Carl Albert Loosli über das nationalsozialistische Deutschland zu beschweren.
Die Kläger, der Schweizerische Israelitische Gemeindebund (SIG) und die Israelitische Kultusgemeinde Bern, wurden vor Gericht durch die Berner Anwälte Hans Matti und Georges Brunschvig (assistiert von Emil Raas) vertreten. Die Klägerpartei übernahm einen wesentlichen Teil der Kosten für den Auftritt der Zeugen vor Gericht und für die Abfassung der Expertisen von Arthur Baumgarten und Carl Albert Loosli.

## Archivmaterial in den Prozessakten
Die verschiedenen Unterlagen in den Gerichtsakten und die Verhandlungsprotokolle des Prozesses zur Frage der Entstehung der «Protokolle der Weisen von Zion» gelten heute als wichtige Quellen für Forscher und Historiker. Von besonderem Interesse sind auch die sogenannten «Russischen Akten», die dem Experten Carl Albert Loosli in Kopie vom Moskauer Anwalt (und Verfasser eines Buches über den Beilis-Prozess) Aleksandr Tager (1888–1939) mit Bewilligung der Sowjetregierung zum ausschliesslich persönlichen Gebrauch überlassen worden sind. Es handelt sich um Originaldokumente der zaristischen Polizei und Verwaltung, deren Echtheit von einigen sachverständigen Zeugen 1934 bestätigt wurde. Der in Russland geborene Berner Anwalt Boris Lifschitz (1879–1967) hatte Kontakte zur sowjetischen Verwaltung und spielte eine wichtige Rolle bei der Beschaffung der «Russischen Akten» und der Vorladung exilrussischer Zeugen. Als Kontaktperson der Kläger zu den nach Frankreich emigrierten russischen Zeugen des Berner Prozesses 1934 (die alle gegen den Bolschewismus waren) diente der nach Hitlers Machtergreifung von Berlin nach Paris emigrierte Elias Tcherikower (1881–1943).